# Bab El Khadra
Pour les articles homonymes, voir Bab et Khadra (homonymie).
Bab El Khadra (arabe : باب الخضراء soit « porte Verte » ou « porte de la Verdure ») est l'une des portes de la médina de Tunis (Tunisie).

## Histoire
Elle fait partie des portes situées sur la deuxième enceinte des faubourgs nord de Tunis. Édifiée vers 1320 sous la forme d'une simple arche défendue par un bastion, la porte a été, pendant plusieurs siècles, le point d'entrée dans la ville des animaux et produits agricoles provenant des zones rurales. La vie était très animée dans les ruelles et les fondouks qui se trouvaient derrière elle. À l'extérieur s'étendaient des cultures maraîchères et arbustives, d'où son nom.
En 1881, l'arche est agrandie afin de faciliter le trafic. La construction du port en 1896, de la voie ferrée vers La Marsa en 1905, et l'extension de la ville à l'est de la Porte de France (Bab El Bhar), qui s'accompagnent de la création de nouvelles avenues et d'un quartier (Djebel Jelloud), vont faire perdre son importance à la porte et la reléguer au rang de simple passage pour les piétons et taxis.
C'est l'architecte français Raphaël Guy (1869-1918) qui a dessiné la nouvelle entrée (deux portes solidaires) en s'inspirant du modèle d'origine. La double-porte est composée de deux arches disposées en angle droit, la première large de 9,50 m et la seconde de 7,50 m. Chaque arche est surmontée d'un chemin de ronde protégé avec des merlons de style arabisant. Les arches sont constituées de claveaux en pierre calcaire. L'intrados de la plus grande est revêtu de pierre de même type. Un mur de cinq mètres de haut, les relie, surmonté d'une bretèche.

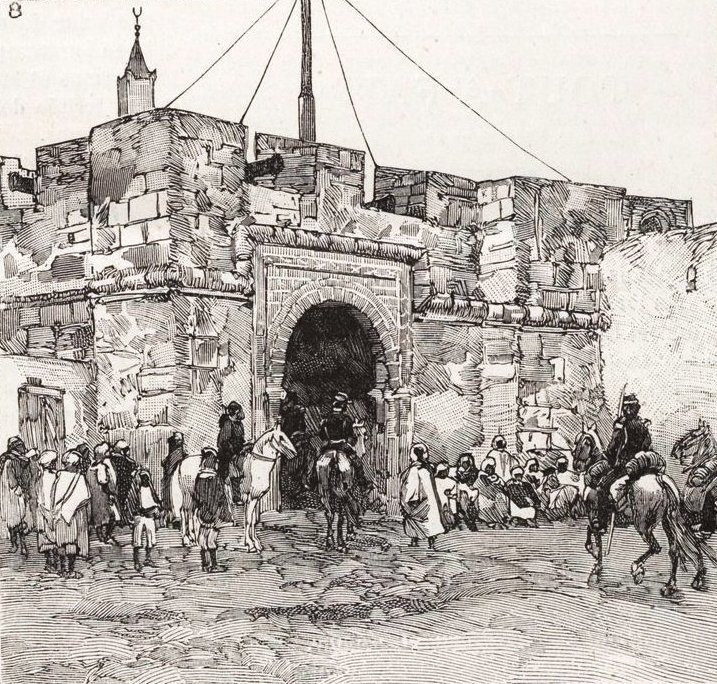
Bab El Khadra avant sa destruction en 1881.
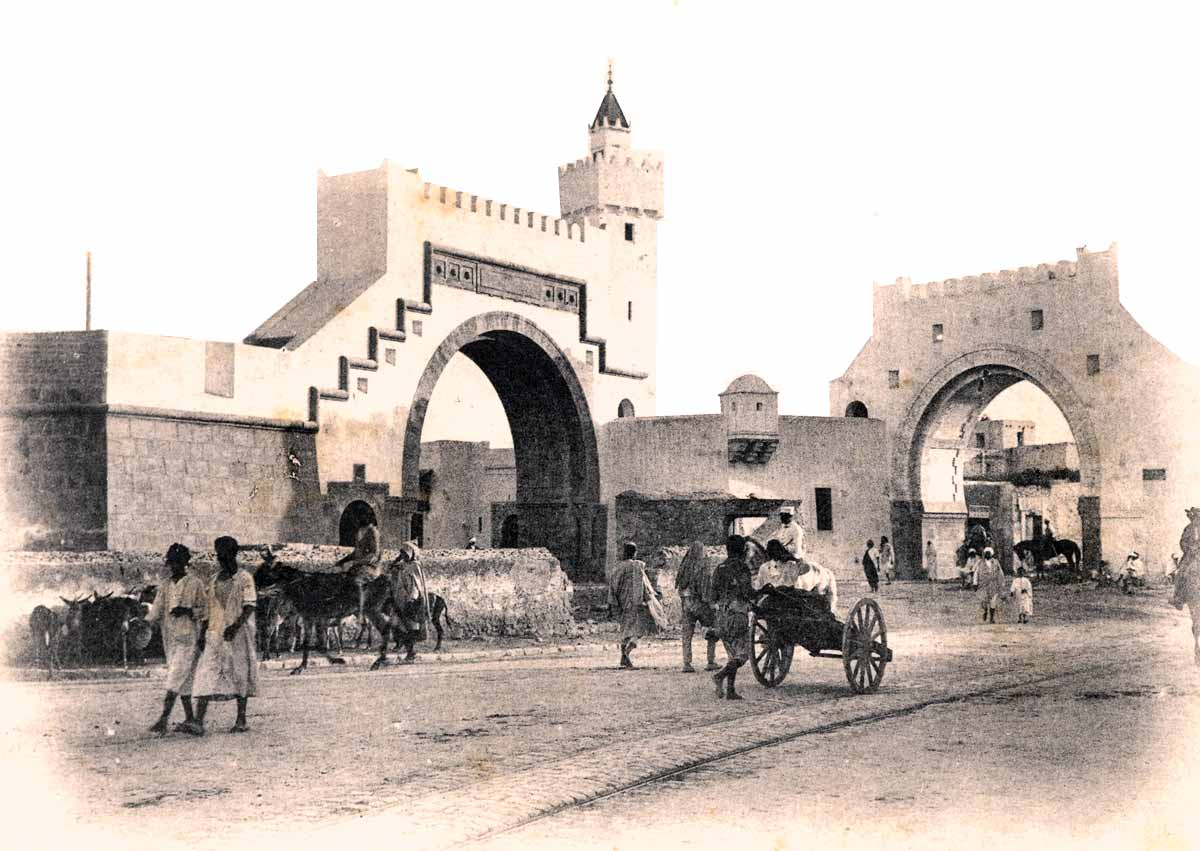
Bab El Khadra en 1890.
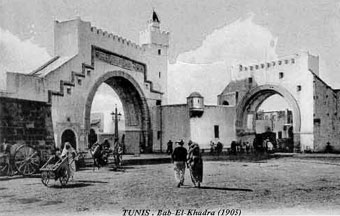
Bab El Khadra en 1903.

## Étymologie
Plus qu'à l'un des surnoms de la ville de Tunis, elle doit son nom de « porte Verte » ou « porte de la Verdure » aux cultures maraîchères et aux vergers qui s'étendaient à ses pieds en direction de l'Ariana et de Carthage.

## Culture populaire
Pendant les XVIe et XVIIe siècles, une fête est organisée chaque année au printemps, à partir du 1er mai, sur une place publique près de Bab El Khadra qu'on appelait « place de la Rose ». Le chroniqueur tunisien de l'époque, Ibn Dinar, décrit la fête en ces termes : .
Selon ce dernier, les activités de cette manifestation commencent chaque après-midi après Salat Asr et durent quinze jours, pendant lesquels les mezouars exposent leurs prostituées aux visiteurs intéressés. D'ailleurs, le choix de cette place était en lien étroit avec cette activité spécifique, vu que la rose symbolise la beauté de ces filles et la verdure de la « porte Verte » la fécondité.
Ce festival s'est tenu de façon annuelle et régulière jusqu'à l'arrivée d'Usta Mourad qui l'interdit pendant une période, puis il reprend pour être arrêté définitivement sur l'ordre du dey Ahmed Kodja.